# Hydatostega
Hydatostega is een vliegengeslacht uit de familie van de slankpootvliegen (Dolichopodidae).

## Soorten
- H. cerutias (Loew, 1872)
- H. plumbeus (Aldrich, 1911)
- H. viridiflos (Walker, 1852)